# Prosagola
Prosagola (лат.) — род мелких мирмекофильных жуков-ощупников из подсемейства Pselaphinae (Staphylinidae).

## Распространение
Неотропика.

## Описание
Мелкие коротконадкрылые жуки—ощупники, длина тела менее 5 мм. Основная окраска красновато-коричневая. Усики 11-члениковые. Лапки с двумя коготками. Пронотум со срединной продольной бороздкой. Четыре первых тергита брюшка примерно равной длины Род был впервые выделен в 1904 году французским дипломатом и зоологом Ахиллом Раффраем (1844–1923); включён в состав трибы Trogastrini (Faronini) из надтрибы Euplectitae (Faronitae).
- Prosagola cekalovici – P. elfridae – P. elongata – P. punctaticollis